# End of Green
End of Green est un groupe allemand de dark rock, originaire de Stuttgart.

## Histoire
En 1996, le groupe sort son premier album, Infinity, chez Nuclear Blast. End of Green se fait également connaître en jouant avec des artistes comme Subway to Sally, Paradise Lost, Iggy Pop ou encore In Extremo. Avec Dead End Dreaming, le groupe réussit à entrer pour la première fois dans les charts. Ils sont présents au Wave-Gotik-Treffen 2006 et au Wacken Open Air la même année. Le 15 août 2008, l'album The Sick's Sense sort. L'édition limitée contient un CD bonus avec cinq versions acoustiques d'anciennes chansons et une nouvelle.
Leur album suivant, High Hopes in Low Places, sort le 20 août 2010, et se classe 13e dans les charts allemands des albums. En plus de cet album, un autre CD est enregistré avec 10 nouvelles versions d'anciennes chansons. Le 16 août 2013, le huitième album studio, intitulé The Painstream, sort sur Napalm Records, suivi du neuvième album, Void Estate, le 25 août 2017,.
En juillet 2018, le bassiste Hampez annonce son départ d'End of Green pour se consacrer à l'avenir à ses propres projets musicaux. Son remplacement est présenté en avril 2019 par Andreas « Hundi » Hund, bassiste du groupe ami Undertow. Dans le cadre du concert d'anniversaire des 30 ans du groupe, Hampez réapparait le 17 septembre 2022 au LKA Longhorn pour une chanson avec le groupe.

## Style musical
Selon le chanteur Michael Huber, le nom du groupe désigne la fin de l'espoir symbolisé par la couleur verte. Celui-ci correspond au type de musique que le groupe produit. Le groupe qualifie son style de « depressed subcore ». Les textes traitent de la solitude, de la dépression, de la douleur et de la mort.

## Discographie

### Albums studio
- 1996 : Infinity
- 1998 : Believe, My Friend...
- 2002 : Songs for a Dying World
- 2003 : Last Night on Earth
- 2005 : Dead End Dreaming
- 2008 : The Sick’s Sense
- 2010 : High Hopes in Low Places
- 2013 : The Painstream
- 2017 : Void Estate

### EP
- 2010 : Gravedancer

### Singles
- 1998 : Believe...
- 2002 : Motor
- 2005 : Dead End Hero
- 2008 : The Sick's Sence
- 2008 : Killhoney
- 2010 : Goodnight Insomnia
- 2017 : Dark Side of the Sun
- 2017 : The Door
- 2017 : Send in the Clowns

### Album live
- 2016 : Silent Night